# انسحاب هولندا من الاتحاد الأوروبي

موقع هولندا في الاتحاد الأوروبي

يشير الانسحاب الهولندي من الاتحاد الأوروبي (بالعامية "Nexit"، وهي عبارة عن «هولندا» و«خروج») إلى الفرضية القائلة بانسحاب هولندا من الاتحاد الأوروبي. أظهرت استطلاعات الرأي اعتبارًا من 2020 أن أغلبية 3:1 ضد الفكرة.

## المبادرات السياسية
وصف رئيس الوزراء الهولندي مارك روته إمكانية إجراء استفتاء على الانسحاب بأنها «أمر غير مسؤول على الإطلاق» وخطير على البلاد. الأحزاب السياسية التي تدعو إلى إجراء استفتاء على عضوية الاتحاد الأوروبي هي الأحزاب الشعبوية اليمينية حزب من أجل الحرية، ومنتدى الديمقراطية، بالإضافة إلى الحزب الليبرتاري وحزب 50 زائد.

## الرأي العام
| تاريخ (تواريخ) الإجراء  | شركة الاقتراع                                  | عينة                                           | للبقاء                                         | للانسحاب                                       | غير مقررين                                     | القيادة                                        |       |     |     |   |     |
| ----------------------- | ---------------------------------------------- | ---------------------------------------------- | ---------------------------------------------- | ---------------------------------------------- | ---------------------------------------------- | ---------------------------------------------- | ----- | --- | --- | - | --- |
| تاريخ (تواريخ) الإجراء  | شركة الاقتراع                                  | عينة                                           | 5-9 يونيو 2020                                 | I&O Research                                   | غير مقررين                                     | القيادة                                        | 1,638 | 75% | 25% | — | 50% |
| 19-24 أبريل 2019        | I&O Research                                   | 2,510                                          | 72%                                            | 16%                                            | 12%                                            | 56%                                            |       |     |     |   |     |
| 25-28 مارس 2019         | EenVandaag                                     | 27,652                                         | 64%                                            | 29%                                            | 7%                                             | 37%                                            |       |     |     |   |     |
| 18-22 يناير 2019        | I&O Research                                   | 2,510                                          | 72%                                            | 18%                                            | 10%                                            | 54%                                            |       |     |     |   |     |
| 11-13 سبتمبر 2018       | Ipsos                                          | 1,017                                          | 55%                                            | 21%                                            | 24%                                            | 34%                                            |       |     |     |   |     |
| 6 مارس - 7 أبريل 2017   | Pew Research                                   | 1,006                                          | 80%                                            | 18%                                            | 2%                                             | 62%                                            |       |     |     |   |     |
| 5-7 يوليو 2016          | EenVandaag                                     | 25,681                                         | 53%                                            | 39%                                            | 8%                                             | 14%                                            |       |     |     |   |     |
| 23 يونيو 2016           | المملكة المتحدة تصوت لمغادرة الاتحاد الأوروبي. | المملكة المتحدة تصوت لمغادرة الاتحاد الأوروبي. | المملكة المتحدة تصوت لمغادرة الاتحاد الأوروبي. | المملكة المتحدة تصوت لمغادرة الاتحاد الأوروبي. | المملكة المتحدة تصوت لمغادرة الاتحاد الأوروبي. | المملكة المتحدة تصوت لمغادرة الاتحاد الأوروبي. |       |     |     |   |     |
| من 10 إلى 20 يونيو 2016 | EenVandaag                                     | 27,000                                         | 45%                                            | 48%                                            | 7%                                             | 3%                                             |       |     |     |   |     |
| 27-31 مايو 2016         | TNS Public Affairs                             | 981                                            | 49%                                            | 33%                                            | 18%                                            | 16%                                            |       |     |     |   |     |
| 4-7 مارس 2016           | I&O Research                                   | 2,510                                          | 67%                                            | 22%                                            | 11%                                            | 45%                                            |       |     |     |   |     |

## الاقتراع
أظهر استطلاع للرأي أجراه مركز بيو للأبحاث في هولندا في يونيو 2016، قبل الاستفتاء البريطاني الذي أدى إلى انسحاب المملكة المتحدة من الاتحاد الأوروبي، أن 51% من المستطلعين الهولنديين لديهم وجهة نظر إيجابية تجاه الاتحاد الأوروبي و46% آخرون لديهم وجهة نظر سلبية. وجد استطلاع آخر أجراه peil.nl في أعقاب الاستفتاء البريطاني عام 2016 أن 50% من المستطلعين يعارضون استفتاءً مماثلًا في بلادهم، مع 46% آخرون يؤيدون البقاء في الاتحاد الأوروبي مقارنة بـ43% بشكل ضد البقاء فيه.

## روابط خارجية
- "Dijsselbloem: PVV 'bestelt' anti-EU-rapporten" [Dijsselbloem: PVV 'orders' anti-EU reports]. دي فولكس كرانت (بالهولندية). 6 Feb 2014. Archived from the original on 2017-08-02. Retrieved 2019-02-15.
- Meeus, Tom-Jan (17 Nov 2018). "Hoe de Nexit-aanhangers ineens hun luidruchtigheid zijn verloren" [How the Nexit supporters suddenly stopped being noisy]. NRC Handelsblad (بالهولندية). Archived from the original on 2020-12-07. Retrieved 2019-02-15.